# Charles-Louis Havas
Charles-Louis Havas ([aˈvas]) (* 5. Juli 1783 in Rouen; † 21. Mai 1858 in Bougival) war ein französischer Publizist und Gründer des Bureau Havas, der heutigen Nachrichten- und Presseagentur Agence France-Presse (AFP) sowie des PR-Konzerns Havas Group.

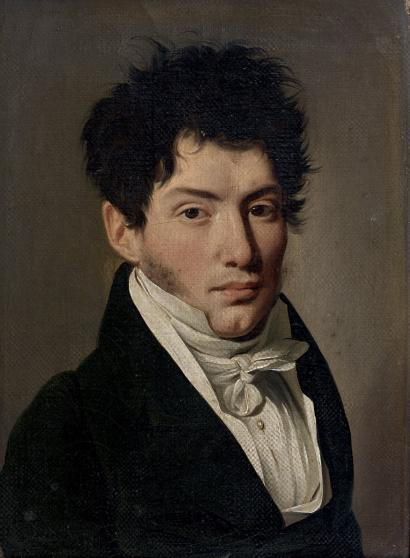
Charles-Louis Havas

## Leben und Werk

### 1783–1805: Kindheit und Jugend
Charles-Louis Havas wurde 1783 in eine wohlhabende jüdisch-stämmige Familie im französischen Rouen als zweites von insgesamt fünf Kindern der Eheleute Charles-Louis Havas (1752–1834) und Marie-Anne Belard († 1834) geboren. Havas hatte noch drei Schwestern und einen Bruder.
Sein gleichnamiger Vater war Geschäftsmann, Herausgeber einer lokalen Zeitung und wirkte als Beamter im gehobenen Dienst für die französische Regierung. Dadurch erhielt auch Charles-Louis Havas Junior Zugang zu allen Ministern, die ihm häufig vertrauliche Informationen mitteilten. Havas galt bereits zu seinen jungen Jahren als Mann mit sehr guten sozialen Kontakten. Er beherrschte die französische, deutsche und englische Sprache fließend und konnte zudem etwas Griechisch und Latein.

### 1805–1815: Berufsleben als Händler und Gründung einer eigenen Familie
Nach seinem Militärdienst als Versorgungsoffizier lernte Havas 1805 Gabriel-Julien Ouvrard, einen Freund der Familie, kennen. Der angesehene Kaufmann hatte ein beträchtliches Vermögen als Lieferant der napoleonischen Armee generiert und bot nun Havas die Möglichkeit in die Hafenstadt Nantes zu kommen, um dort ebenfalls als Händler zu arbeiten. Sehr schnell wurde auch Havas zum Lieferanten der kaiserlichen Armeen und erlernte den Großhandel, den An- und Verkauf von Weizen, Baumwolle und weiterer Kolonialwaren wie Zucker, Kaffee und Kakao. Im Zuge der von Napoleon veranlassten Kontinentalsperre wurde Havas nach Lissabon entsandt. Durch die Spekulation mit 3000 Tonnen Baumwolle, die Havas zu einem strategisch richtigen Zeitpunkt per Schiff von Brasilien nach Portugal importierte und anschließend zu horrenden Preisen an die vom Weltmarkt abgeschotteten französischen Spinnereien verkaufte, wird Havas im Dezember 1807 mit einem Schlag zu einem wohlhabenden und angesehenen Mann. Am 4. Februar 1808 heiratete Havas in Lissabon Jeanne Durand-Guillaume de Roure, die Tochter eines Geschäftspartners.
Im Zuge der britischen Besetzung Portugals im August 1808 kehrte Havas samt Familie ins französische Rouen zurück. Charles-Louis Havas arbeitete dort erneut als Kaufmann mit Unterstützung seiner beiden Onkel Prosper Tranquille Havas und Charles Constant Havas, dem Assistenten von Napoleons Vertrauten Joseph Fouché. Am 19. Januar 1809 brachte Havas' Frau Jeanne die älteste Tochter Jeanne Caroline in Rouen zur Welt. Die Familie zog 1811 nach Paris. Im selben Jahr, am 14. Oktober 1811, wurde der Sohn Charles-Guillaume Havas geboren. Am 23. Februar 1814 folgte mit Auguste Jean Pierre Havas der zweite Sohn.
Charles-Louis Havas war mittlerweile ein Spezialist für den Handel mit öffentlichen Krediten. Die Napoleonischen Kriege hatten das Defizit des Staates vergrößert und der Bedarf an Krediten wuchs im Zuge dessen enorm. Historiker gehen davon aus, dass der junge Havas während der Napoleonischen Kriege mit seinen Kontakten und entsprechender Finanzierung erfolgreich eine Handelsblockade aufgelöst hat. Als Belohnung wurde er zum Miteigentümer der Zeitung Gazette de France, bei der Havas erstmals auf die Welt der Nachrichtenpresse gestoßen ist. Als Resultat seines Lebenswandels wurde Havas zeitweilig beschuldigt, ein Spion für Napoleon Bonaparte zu sein. Im Zuge der Niederlage der napoleonischen Truppen bei der Schlacht bei Waterloo am 18. Juni 1815 verlor Havas nicht nur sämtliche Anteile an der Zeitung, sondern verlor vielmehr sein gesamtes Vermögen und ging persönlich bankrott. Havas musste nochmal bei Null anfangen.

### 1815–1832: Wirken als Übersetzer
Mit dem Untergang des Imperiums begann sein Freund Gabriel-Julien Ouvrard erneut mit internationalen Finanzspekulationen. Pendelnd zwischen Paris und London benötigte er einen Korrespondenten in Paris, um die neuesten Nachrichten zu übermitteln. Jemand, der in der Lage war, den Inhalt der wichtigsten Zeitungen der Welt schnell und zuverlässig zu übersetzen und zusammenzufassen. Havas eigene Sprachkenntnisse wurde durch seine in Lissabon geborene Frau ergänzt, die fließend Spanisch und Portugiesisch sprach. In den kommenden Jahren verkaufte Havas aus dem Ausland kommende Informationen an Diplomaten, Bänker, Geschäftsleute, Politiker und an die nationale Presse. An solchen internationalen Nachrichten gab es in der französischen Geschäfts-, Politik- und Medienlandschaft ein stetig wachsendes Interesse. Das Ehepaar Havas befand sich in den 1820er Jahren an der Spitze der Wirtschafts- und Finanzinformationsbüros und Charles-Louis Havas war einer der gefragtesten Publizisten des Landes. Doch durch die durch einen groß angelegten Aktienschwindel ausgelöste britische Wirtschaftskrise wurde Charles-Louis Havas und seine Familie 1825 erneut finanziell völlig ruiniert.
Nach dieser Krise bat ihm sein Freund Gabriel-Julien Ouvrard erneut um einen Gefallen: Havas sollte ein Netzwerk europäischer Informanten aufbauen. Ihre Aufgabe war es, alles zu lesen, was mit den Aktivitäten konkurrierender Banken zu tun hat: Kriege, Handel, Rohstoffpreise, Schiffe. Charles-Louis Havas war nun verantwortlich für die englische und deutsche Presse. Spanisch und Portugiesisch für seine Frau Jeanne. Brasilien, Louisiana, Ägypten, sie sezierten Weltnachrichten, von der Politik bis zur Börse. Jeden Tag erhielten sie einen Brief von James Collans, dem Agenten von Gabriel-Julien Ouvrard an der Londoner Börse. Havas war trotz der vielen Arbeit jedoch immer noch verschuldet, wie er 1831 in einem Brief seiner Schwester gestand.

### 1832–1840: Gründung desBureau Havasund derAgence Havas
Der durch die Julirevolution von 1830 an die Macht gelangte König Louis-Philippe I. war äußerst liberal geprägt und setzte sich für einen französischen Staat mit einer freien Presse ein. Havas erkannte bei diesem Ansinnen den aufkommenden Bedarf an einer verbesserten Organisation der Nachrichtenvermittlung und des Handels mit Nachrichten. Entsprechend gründete Havas 1832 auf der 4 Rue Jean-Jacques-Rousseau ⊙ im 1. Pariser Arrondissement gegenüber der Poste centrale du Louvre das Übersetzungsbüro Bureau Havas, das als Agence des Feuilles Politiques – Correspondance Générale firmierte. Durch die exklusive Lage musste Havas jeden Morgen nur die Straße überqueren, um Briefe und Zeitungen im größten Postamt der Stadt abzuholen. Als weiteres wichtigstes Kommunikationsmittel im Zeitalter vor der erst 1839 eingeführten Telegrafentechnik diente die Brieftaube. Havas hatte Brieftaubenlinien zwischen London, Brüssel und Paris etabliert. Die Tauben flogen mit den neuesten Nachrichten und den Morgenpreisen der Londoner Börse jeden morgen um 8 Uhr von London nach Paris, wo sie sechs Stunden später bei Havas landeten. So konnte Havas jeden Tag ab 14 Uhr als erster die neuesten Nachrichten und Börsenkurse aus England an Interessierte verkaufen. Ein weiterer Hauptteil seines Geschäfts lag in der Vermittlung französischer Depeschen ans Ausland. Sein Büro war gleichzeitig eine Buchhandlung und entwickelte sich zu einem Mittelpunkt der internationalen Politik und Informationswelt.
Aus dem lithographischen Pressedienst Bureau Havas ging nach der Übernahme der Correspondence Garnier und dem Zukauf kleinerer Korrespondenzunternehmen schließlich am 22. Oktober 1835 die weltweit erste Nachrichtenagentur Agence Havas hervor. Havas verlagerte seine Wirkungsstätte einige Häuser weiter auf ein 80 m² großes Büro in die 51 Rue Jean-Jacques-Rousseau ⊙. An der Außenfassade des Geschäftshauses ließ er ein Schild mit dem Unternehmensleitspruch Vite et bien (dt.: Schnell und gut) anbringen. Havas gilt seither als Pionier und Vorreiter bei der Sammlung und Verbreitung von Nachrichten als Ware und infolgedessen als Begründer der international tätigen Nachrichten- und Presseagenturen.
Bei Havas lernten ab 1848 Paul Julius Reuter, Begründer der bis heute wirkenden Londoner Nachrichtenagentur Reuters und Bernhard Wolff, Begründer der seinerzeit enorm einflussreichen Berliner Nachrichtenagentur Wolffs Telegraphisches Bureau (Vorläufer der dpa) das Geschäft zur Führung einer international agierenden Nachrichtenagentur. 1846 gründeten zudem fünf New Yorker Journalisten nach dem Modell der Agentur Havas die Associated Press.
Havas' Agentur wuchs stetig. Für den Informationsfluss mit dem Kontinent bediente sich Havas der entstehenden Telegraphenlinien, wofür er eine exklusive Konzession vom französischen Staat erhielt. Ein weltweites Korrespondentennetz berichtete von der Krim, aus Italien, Mexiko und den Vereinigten Staaten. Havas' politische Verbindungen gingen so weit, dass er als exklusiver Lieferant politischer Informationen galt und ein fast „unanständiges Verhältnis zwischen Staat und Presse“ entwickelte. Im Laufe der 1830er Jahre hatte Havas sämtliche 600 Zeitungen und Periodika Frankreichs von den von ihm vertriebenen Nachrichten zu großen Teilen abhängig gemacht. Havas war zudem zweifellos die weltweit bedeutendste telegraphische Nachrichtenagentur seiner Zeit geworden.
An diesen Umständen äußerte der französische Schriftsteller Honoré de Balzac seine Kritik:

«Le public peut croire qu'il existe plusieurs journaux, mais il n'y a en définitive, qu'un seul journal.(…) Un bureau dirigé par Monsieur Havas.»

„Die Öffentlichkeit mag glauben, dass es mehrere Zeitungen gibt, aber letztendlich gibt es nur eine Zeitung.(…) Ein Büro unter der Leitung von Herrn Havas.“

### 1840–1858: Pionier der modernen Werbeindustrie und Tod
Um die immensen Kosten seines Korrespondentennetzwerks zu decken, beschäftigte sich Charles-Louis Havas ab den 1840er Jahren zunehmend mit Werbung. Der Nachrichtenmogul kaufte mehrere Werbeunternehmen auf und erlangte bis 1857 ein Monopol auf dem Werbemarkt. Er verwendete verschiedene Modelle, um Werbeinhalte zu verkaufen. In einem dieser Modelle bot die Nachrichtenagentur einer bestimmten Zeitung die Möglichkeit, einige der gekauften Nachrichten durch das Überlassen von Werbeflächen zu bezahlen. Dies ermöglichte es Havas, diese Werbeflächen an Industrielle und Händler weiterzuverkaufen, die Werbung schalten wollten.
Nach dem Tode von Charles-Louis Havas am 21. Mai 1858 entwickelte sich sein Unternehmen einerseits zur bedeutenden Nachrichtenagentur Agence France-Presse und andererseits zur Havas Group, eines der größten weltweit agierenden Agentur-Netzwerke mit mehr als 20.000 Mitarbeitern in über 100 Ländern.

## Redensart
Die Redensart «Das ist ein Havas» (Bedeutung: Das ist eine Lüge, Unsinn oder Schmarren) ist vor allem in der Schweiz gebräuchlich. Die frühere französische Nachrichtenagentur Havas lebt noch heute in vieler Munde wegen ihrer Falschmeldungen während des Ersten Weltkrieges unrühmlich fort.